# Bernhard Wilhelm Schuler
Bernhard Wilhelm Schuler (Pseudonym: Alberto; * 14. August 1850 in Zweibrücken, Pfalz; † 12. November 1922 in München) war ein Bankier, Verleger und Schriftsteller.

## Herkunft
Seine Eltern waren der Tuchhändler Augustin Schuler (1818–1875) und Katharina. Einige seiner Brüder wurden später Indianer-Missionare in Nord- und Südamerika und die Schwester wurde Mutter von Hermann Anschütz-Kaempfe.

## Leben
Bernhard besuchte die Gewerbeschule im belgischen Löwen und Zweibrücken sowie das Gymnasium in Mainz. Danach studierte er Philosophie und Geschichte an der Universität Innsbruck. Wilhelm Molitor, sein Taufpate, vermittelte ihn als Volontär zu einem Buchhändler.
Für den Speyerer Buchdrucker und -händler Ferdinand Kleeberger eröffnete er 1872 in Zweibrücken die erste katholische Buchhandlung, die er fünf Jahre später selbst erwarb und sechs Jahre darauf wieder verkaufte.
Mit seinem Bruder Oscar († 1914) gründete er ein Lotteriegeschäft für Kirchenbau und Wohltätigkeiten. 1881 zogen sie nach München, wo sie den Verlag und das Bankhaus A. & B. Schuler führten. Oscars Sohn, Maximilian Schuler, wurde 1882 in Zweibrücken geboren und arbeitete später bei Anschütz-Kaempfe.
1901/02 ließ er seine, von Architekt Baierle entworfene Villa Felsenheim durch Heilmann & Littmann erbauen, verkaufte sie jedoch schon im nächsten Jahr.
Nach dem Tod seines Bruders gab er das Bankhaus auf. Das Lotteriegeschäft übernahm der Geschäftsführer Georg Aubele und ging später in die Süddeutsche Klassenlotterie über. Er machte eine Ausbildung zum Priester, erhielt Anfang 1921 die Weihen und unterrichtete als Religionslehrer in München.

## Familie
Mit seiner Frau Mathilde Rüdiger († 1917) hatte er zwei Söhne und fünf Töchter, darunter Tilde (1890–1977) 1914 den Mediziner Paul Martini heiratete.
Im November 1921 heiratete er noch die junge Kunigunde Meyer.